# Crytek
Crytek je německé vývojářské studio se sídlem ve Frankfurtu, jež se zabývá vývojem videoher a softwaru. Založili jej bratři Yerliové v roce 1999 v Coburgu a v roce 2006 se přestěhovalo do Frankfurtu. Studio provozuje další pobočky v Kyjevě a v Istanbulu. Mezi jeho dřívější studia patřily Crytek Black Sea v Sofii, Crytek UK v Nottinghamu a Crytek USA v Austinu v Texasu. Crytek je znám především díky vývoji prvního dílu série Far Cry (následná pokračování a spin-offy vyvinulo studio Ubisoft Montreal) a série Crysis. Stojí též za herním enginem podporujícím tvorbu otevřených světů zvaným CryEngine.

## Historie

Předchozí logo studia Crytek používané do roku 2018

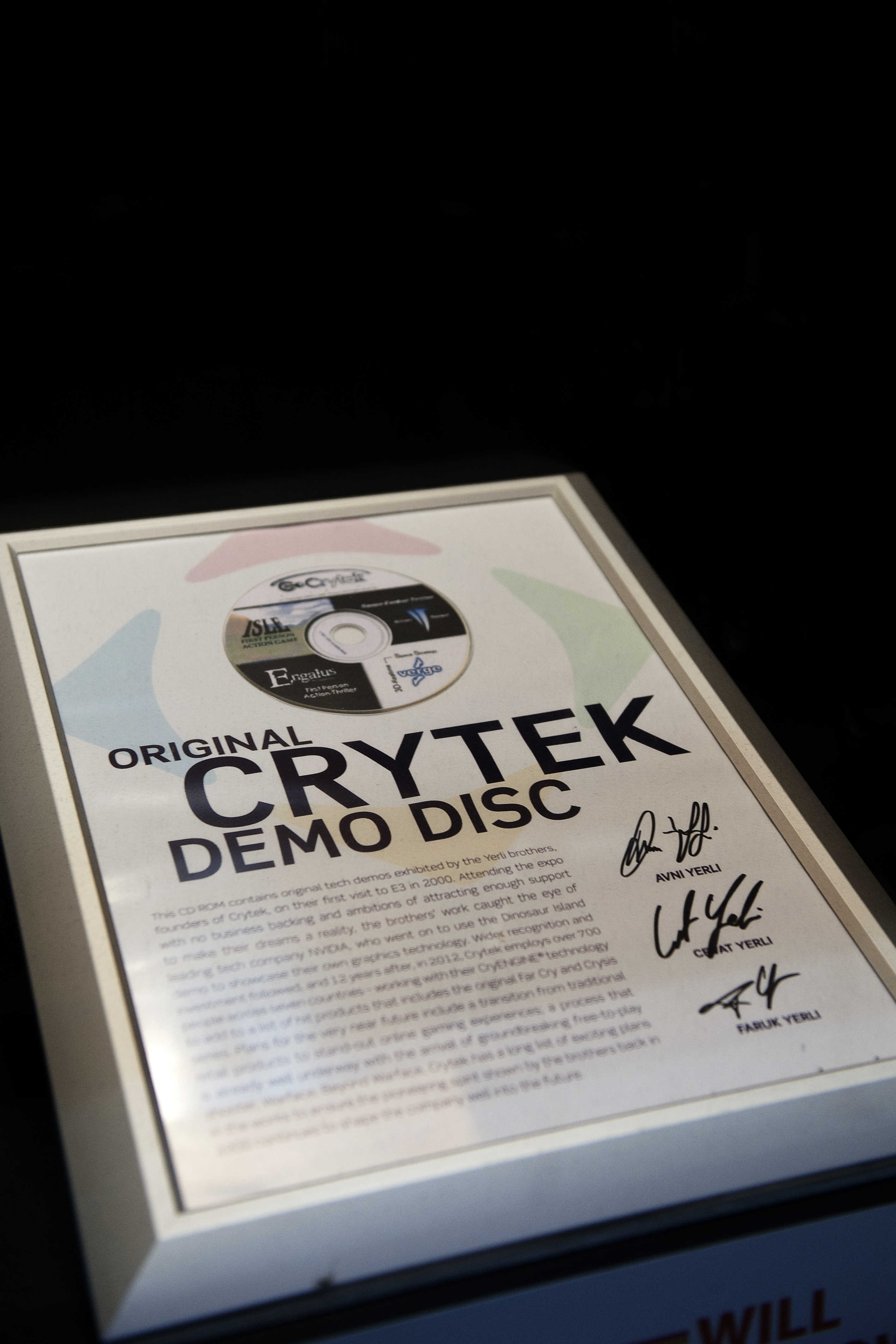
Demo disk z E3 v roce 2000 od Cryteku

### 1999–2004: CryEngine aFar Cry
Studio Crytek založili bratři Cevat, Avni a Faruk Yerli v září 1999 v německém Coburgu. Jedním z jejich prvních projektů bylo technologické demo hry s názvem X-Isle: Dinosaur Island, které představilo jejich technologii herního enginu, jež umožňovalo větší vzdálenost zobrazení, než jakou v té době zvládaly jiné herní enginy. Během veletrhu Electronic Entertainment Expo (E3) v roce 1999, kde jejich demo upoutalo pozornost různých technologických společností, se setkaly s představiteli společnosti Nvidia. Crytek později podepsal s Nvidií smlouvu o distribuci X-Isle v podobě benchmarkového softwaru pro její grafické karty.
Prvním velkým herním projektem studia se stal Engalus, střílečka z pohledu první osoby s kyberpunkovou tematikou a prvky RPG, jež byla poprvé představena na veletrhu E3 v roce 2000. Veřejnosti byla představena téhož roku na veletrhu ECTS, kde technologické demo prezentovala společnost Nvidia. Nakonec byl však projekt zrušen. Crytek byl osloven společností Ubisoft, zda nechce z X-Isle vytvořit plnohodnotnou AAA hru. Z toho se vyvinula hra Far Cry, která byla vydána v březnu 2004. Současně s tím Crytek oznámil svůj licencovaný herní engine CryEngine, jenž byl použit pro vytvoření X-Isle a Far Cry.
Dne 4. února 2004 provedla německá policie v ranních hodinách razii v kancelářích studia Crytek na základě tvrzení bývalého internisty, dle něhož studio používalo nelegální kopie softwaru. Žádné obvinění však vzneseno nebylo. Ve stejném měsíci společnosti Crytek a Electronic Arts (EA) oznámily strategické partnerství s cílem vyvinout novou herní sérii založenou na CryEnginu, kterou se nakonec měla stát série Crysis. Crytek se rozhodl ubírat tímto směrem, aby ukázal, že se CryEngine neomezuje pouze na to, co ukázal ve Far Cry. V důsledku tohoto partnerství získala společnost Ubisoft v roce 2006 plná práva na sérii Far Cry a také trvalou licenci na první CryEngine, který využila k vytvoření svého Dunia Enginu. V prosinci 2004 vytvořil Crytek ve spolupráci se společností ATI speciální filmovou machinimu, jež měla demonstrovat budoucnost počítačových her.

### 2004–2014: Expanze společnosti, CryEngine 2 a 3 a pozdější hry
V lednu 2006 studio Crytek oznámilo vývoj hry Crysis a slíbilo, že půjde o originální střílečku z pohledu první osoby s novým typem hratelnosti vyžadující „adaptivní taktiky“. V březnu 2007 představilo studio na konferenci Game Developers Conference novou verzi enginu zvanou CryEngine 2. Engine byl licencován řadou společností, jako jsou Avatar Reality, WeMade Entertainment, MindArk, XLGames a Reloaded Studios. Hra Crysis byla na trh uvedena v listopadu 2007, přičemž na konzole se podívala až v říjnu 2011. V září 2008 vyšlo pro osobní počítače rozšíření s názvem Crysis Warhead.
V dubnu 2006 se studio Crytek přestěhoval do nových kanceláří ve Frankfurtu. Dne 11. května 2006 studio oznámilo, že nedávno založené studio v Kyjevě na Ukrajině začalo s vývojem nového plnohodnotné titulu. Přibližně týden po tomto oznámení studio ohlásilo, že otevřelo nové studio v Budapešti v Maďarsku. Dne 14. července 2008 Crytek koupil studio Black Sea Studios a přejmenoval jej na Crytek Black Sea. Dne 17. listopadu téhož roku otevřel pobočku v Jižní Koreji s názvem Crytek, Ltd. Dne 3. února 2009 Crytek koupil Free Radical Design, britskou videoherní společnost známou díky sérii TimeSplitters, a přejmenoval ji na Crytek UK.
V březnu 2009 studio Crytek na svých webových stránkách oznámilo, že na konferenci Game Developers Conference představí CryEngine 3. Tato nová verze enginu byla vyvinuta pro použití na konzolích PlayStation 3 a Xbox 360 a osobních počítačích. V říjnu 2009 byl CryEngine 3 zpřístupněn k licencování pro herní vývojáře. V březnu 2010 byla do enginu přidána stereoskopická 3D technologie. V březnu 2011 byla na trh uvedena hra Crysis 2, přímé pokračování původního dílu.
Crytek představil na veletrhu E3 v roce 2011 několik nových projektů, včetně akční adventury Ryse: Son of Rome. V září 2011 společnosti THQ a Crytek oznámily spolupráci na vývoji hry Homefront 2. Poté, co THQ vyhlásilo úpadek, získal Crytek od něho v lednu 2013 práva na celou sérii Homefront. V únoru 2012 studio oznámilo novou cloudovou sociální herní síť s názvem Gface. Tato služba měla uživatelům pomoci se poznávat mezi sebou a hrát s přáteli videohry pro více hráčů. Crytek začal s vývojem cloudového herní systému v roce 2005 pro hru Crysis, ale v roce 2007 jej pozastavil.
V dubnu 2012 Crytek vydal verzi CryEngine 3.4 SDK, který do CryEngine SDK přinesl plnou podporu DirectX 11. V únoru 2013 uvedl na trh titul Crysis 3 a v listopadu téhož roku hru Ryse: Son of Rome, jež byla vydána exkluzivně pro konzoli Xbox One. Verze pro osobní počítače vyšla v říjnu 2014.
Dne 8. srpna 2012 studio Crytek oficiálně otevřelo pobočku v Šanghaji v Číně. Dne 17. ledna otevřelo kanceláře také v tureckém Istanbulu a 28. ledna otevřelo dceřiné studio Crytek USA v Austinu v Texasu, jež se skládalo především z bývalých zaměstnanců společnosti Vigil Games.

### Od roku 2014: Restrukturalizace, nové vedení, CryEngine V a nejnovější hry
V červnu 2014 dceřiné studio Crytek USA oznámilo svou první hru Hunt: Horrors of the Gilded Age. V témže měsíci se objevily zprávy, že společnost Crytek nevyplatila zaměstnancům jeho studií Crytek UK a Crytek USA mzdy a zadržovala prémie, v důsledku čehož řada zaměstnanců podala stížnost a odmítla se dostavit do práce. Crytek zprvu popřel, že by se nacházel v nějakých problémech. Dne 25. července však přiznal, že se nachází v „přechodné fázi“, protože zajišťuje kapitál pro budoucí projekty se zaměřením na online hry. Dne 30. července Crytek oznámil, že v rámci restrukturalizace bude vývoj hry Hunt přesunut pod samotnou společnost a zbývající zaměstnanci studia Crytek USA budou propuštěni. Herní web Kotaku uvedl, že velká část zaměstnanců studia již společnost opustila kvůli opožděnému vyplácení mezd. S podobnými problémy se potýkalo i studio Crytek UK, jež bylo uzavřeno ve stejný den. Došlo k prodeji franšízy Homefront včetně dílu Homefront: The Revolution, jenž byl v té době ve vývoji, společnosti Koch Media, mateřské společnosti herního vydavatele Deep Silver, a k propuštění velké části zaměstnanců.
Dne 22. března 2016 společnost Crytek vydala novou verzi enginu zvanou CRYENGINE V a 20. prosince oznámila, že její studia v Maďarsku, Bulharsku, Jižní Koreji a Číně budou uzavřena. Dne 7. března 2017 prodala dceřiné studio Crytek Black Sea společnostem Sega a The Creative Assembly. Dne 28. února 2018 bylo ohlášeno, že Cevat Yerli odstupuje z pozice výkonného ředitele (CEO) Cryteku a vedení přebírají jeho bratři Avni a Faruk Yerliovi. Cevat je nadále poradcem a hlavním akcionářem společnosti.
Hra Arena of Fate byla po restrukturalizaci Cryteku, v jejímž důsledku bylo vývojářské studio Crytek Black Sea prodáno, zrušena. V srpnu 2019 vydal Crytek titul Hunt: Showdown, který poháněla pátá generace CryEnginu, a mezi lety 2016 až 2020 uvedl na trh tři videohry ve virtuální realitě, jmenovitě The Climb, jeho pokračování The Climb 2 a Robinson: The Journey.
V červenci 2021 německý bulvární deník Bild informoval, že se čínská technologická společnost Tencent pokoušela prostřednictvím své evropské dceřiné společnosti koupit Crytek za více než 300 milionů eur.
Studio Crytek 26. ledna 2022 oznámilo vývoj čtvrtého dílu série Crysis.

## Dceřiná studia
- Crytek Kiev v Kyjevě na Ukrajině –⁠ založeno v roce 2006.
- Crytek Istanbul v Istanbulu v Turecko –⁠ založeno v roce 2012.

### Bývalé
- Crytek Black Sea v Sofii v Bulharsku –⁠ založeno roku 2001 jako Black Sea Studios; koupeno a přejmenováno v roce 2008; prodáno společnosti Sega v roce 2017.
- Crytek Budapest v Budapešti v Maďarsko –⁠ založeno v roce 2007 a uzavřeno roku 2016.
- Crytek Seoul v Soulu v Jižní Koreji –⁠ založeno v roce 2008 a uzavřeno roku 2016.
- Crytek Shanghai v Šanghaji v Číně –⁠ založeno v roce 2012 a uzavřeno roku 2016.
- Crytek UK v Nottinghamu ve Spojeném království –⁠ založeno roku 1999 jako Free Radical Design; koupeno a přejmenováno v roce 2009; prodáno společnosti Deep Silver v roce 2014.
- Crytek USA v Austinu v USA –⁠ založeno v roce 2013 a uzavřeno roku 2014.

## Vyvinuté tituly
| Rok  | Název                  | Vydavatel                 | Platformy                                                             | Studio            |
| ---- | ---------------------- | ------------------------- | --------------------------------------------------------------------- | ----------------- |
| 2004 | Far Cry                | Ubisoft                   | Microsoft Windows                                                     | Crytek            |
| 2007 | Crysis                 | Electronic Arts           | Microsoft Windows, PlayStation 3, Xbox 360                            | Crytek            |
| 2008 | Crysis Warhead         | Electronic Arts           | Microsoft Windows                                                     | Crytek Budapest   |
| 2011 | Crysis 2               | Electronic Arts           | Microsoft Windows, PlayStation 3, Xbox 360                            | Crytek, Crytek UK |
| 2012 | Fibble: Flick 'n' Roll | Crytek                    | Android, iOS                                                          | Crytek Budapest   |
| 2013 | Crysis 3               | Electronic Arts           | Microsoft Windows, PlayStation 3, Xbox 360                            | Crytek, Crytek UK |
| 2013 | Warface                | Microsoft Studios, Crytek | Microsoft Windows, PlayStation 4, Xbox 360, Xbox One, Nintendo Switch | Crytek Kiev       |
| 2013 | Ryse: Son of Rome      | Microsoft Studios, Crytek | Microsoft Windows, Xbox One                                           | Crytek            |
| 2014 | The Collectables       | DeNA                      | iOS                                                                   | Crytek Budapest   |
| 2016 | The Climb              | Crytek                    | Microsoft Windows, Oculus Quest                                       | Crytek            |
| 2016 | Robinson: The Journey  | Crytek                    | Microsoft Windows, PlayStation 4                                      | Crytek            |
| 2019 | Hunt: Showdown         | Crytek                    | Microsoft Windows, PlayStation 4, Xbox One                            | Crytek            |
| 2020 | Crysis Remastered      | Crytek                    | Microsoft Windows, Nintendo Switch, PlayStation 4, Xbox One           | Crytek            |
| 2020 | The Climb 2            | Crytek                    | Oculus Quest, Oculus Quest 2                                          | Crytek            |
| 2021 | Crysis 2 Remastered    | Crytek                    | Microsoft Windows, Nintendo Switch, PlayStation 4, Xbox One           | Crytek            |
| 2021 | Crysis 3 Remastered    | Crytek                    | Microsoft Windows, Nintendo Switch, PlayStation 4, Xbox One           | Crytek            |
| tba  | Crysis 4               | Crytek                    | bude oznámeno                                                         | Crytek            |

### Zrušeno
- Engalus[3]
- Arena of Fate[49]